# Bosumtwi
Bosumtwi (Bosomtwe) – jezioro w kraterze pozostałym po uderzeniu meteorytu. Leży 32 km na południowy wschód od Kumasi i jest największym naturalnym jeziorem w Ghanie, ma w przybliżeniu 8 km średnicy. Jest popularnym terenem rekreacyjnym i bezpiecznym miejscem do pływania.
Bosumtwi jest świętym jeziorem dla Aszanti. Według tradycyjnej wiary dusze zmarłych przychodzą tutaj, by pożegnać boga Twi. W związku z tym dopuszczono łowienie ryb w jeziorze tylko z drewnianych desek (dość typowe tradycyjne czółna). Wokół jeziora leży około 30 wsi z liczbą ludności około 70 tysięcy.
W 2016 roku ustanowiono tu rezerwat biosfery.